# Manfred Schuhmann
Manfred Schuhmann (* 22. März 1942 in Ingolstadt) ist ein deutscher Gymnasialpädagoge und Politiker (SPD). Dem Bayerischen Landtag gehörte er von 1986 bis 2003 an.

## Leben
Nach dem Abitur nahm Schuhmann ein Studium in Geschichte, Deutsch, Sozialkunde an der Universität Würzburg auf, das er mit den Staatsexamen und einer zeitgeschichtlichen Promotion beendete. Von 1972 bis 1986 unterrichtete er zuletzt als Oberstudienrat am Apian-Gymnasium in Ingolstadt, war einige Jahre Verbindungslehrer und ab 1980 auch Seminarlehrer.
Schuhmann ist verheiratet, hat zwei Kinder und lebt in Ingolstadt.

## Politik
Schuhmann gehört der SPD seit 1963 an. Er war Ingolstädter Jusos-Vorsitzender und Vorsitzender eines SPD-Ortsvereines.
Seit 1972 sitzt er für seine Partei im Ingolstädter Stadtrat – von 1996 bis 1998 und von 2004 bis 2008 als Fraktionsvorsitzender. Er ist seit 1998 Vorstandsmitglied im Trägerverein des lokalen SPD-Organs Schutter-Kurier. Zurzeit ist er Sprecher seiner Fraktion im Ausschuss für Stadtentwicklung, Ökologie und Wirtschaftsförderung.
1986, 1990, 1994 und 1998 zog er jeweils über die Bezirksliste seiner Partei ins Maximilianeum ein. Dort war er überwiegend im Ausschuss für kulturpolitische Fragen aktiv, unter anderem als museumspolitischer Sprecher. Er war Mitglied im Beirat des Hauses der Bayerischen Geschichte und bei der Bayerischen Landeszentrale für politische Bildungsarbeit.

## Gesellschaftliches Engagement
Schuhmann ist Vorstandsmitglied im Förderverein Europäisches Donaumuseum Ingolstadt. Von 1982 bis 2004 war er Präsident des ERC Ingolstadt und davor seit 1980 2. Vorsitzender. Er ist seit 1990 stellvertretender Vorsitzender der Hilfsorganisation e.V. für durch Naturkatastrophen in Not geratene Menschen, insbesondere in Entwicklungsländern und seit 1999 Vorstand der Freunde des Georgischen Kammerorchesters e.V. Schuhmann ist ferner Mitglied im Beirat der Internationalen Simon-Mayr-Gesellschaft. Von 1976 bis 1997 gehörte er dem Ingolstädter Kreisvorstand des Bund Naturschutz an. von 1996 bis 2009 war er Vorsitzender des Evangelischen Bildungswerks Ingolstadt e.V.

## Auszeichnungen
- 2003 Bayerischer Verdienstorden.

| Personendaten    | Personendaten                             |
| ---------------- | ----------------------------------------- |
| NAME             | Schuhmann, Manfred                        |
| KURZBESCHREIBUNG | deutscher Lehrer und Politiker (SPD), MdL |
| GEBURTSDATUM     | 22. März 1942                             |
| GEBURTSORT       | Ingolstadt                                |